# Smižany
Smižany jsou obec nacházející se na východním Slovensku blízko Spišské Nové Vsi.
Smižany jsou se svými přibližně 8 800  obyvateli největší vesnická obec Slovenské republiky a mají více obyvatel než některá menší města. Výraznou složku obyvatelstva tvoří také romská menšina žijící převážně v romské osadě jižně od obce. Smižany se nachází v bezprostřední blízkosti Spišské Nové Vsi se kterou jsou provázány městskou autobusovou linkou číslo 4 a 8. Obec hraničí s národním parkem Slovenský ráj, nejbližší východiště turistických tras, Čingov, se nachází dva kilometry jihozápadně od obce. Dominantou města je jak původní gotický, římskokatolický, tak i nově postavený evangelický kostel.

## Osobnosti
- Štefan Hoza (1906–1982), operní zpěvák, libretista, dramaturg, režizér, hudební publicista a historik
- Ján Nálepka (1912–1943), partyzánský velitel

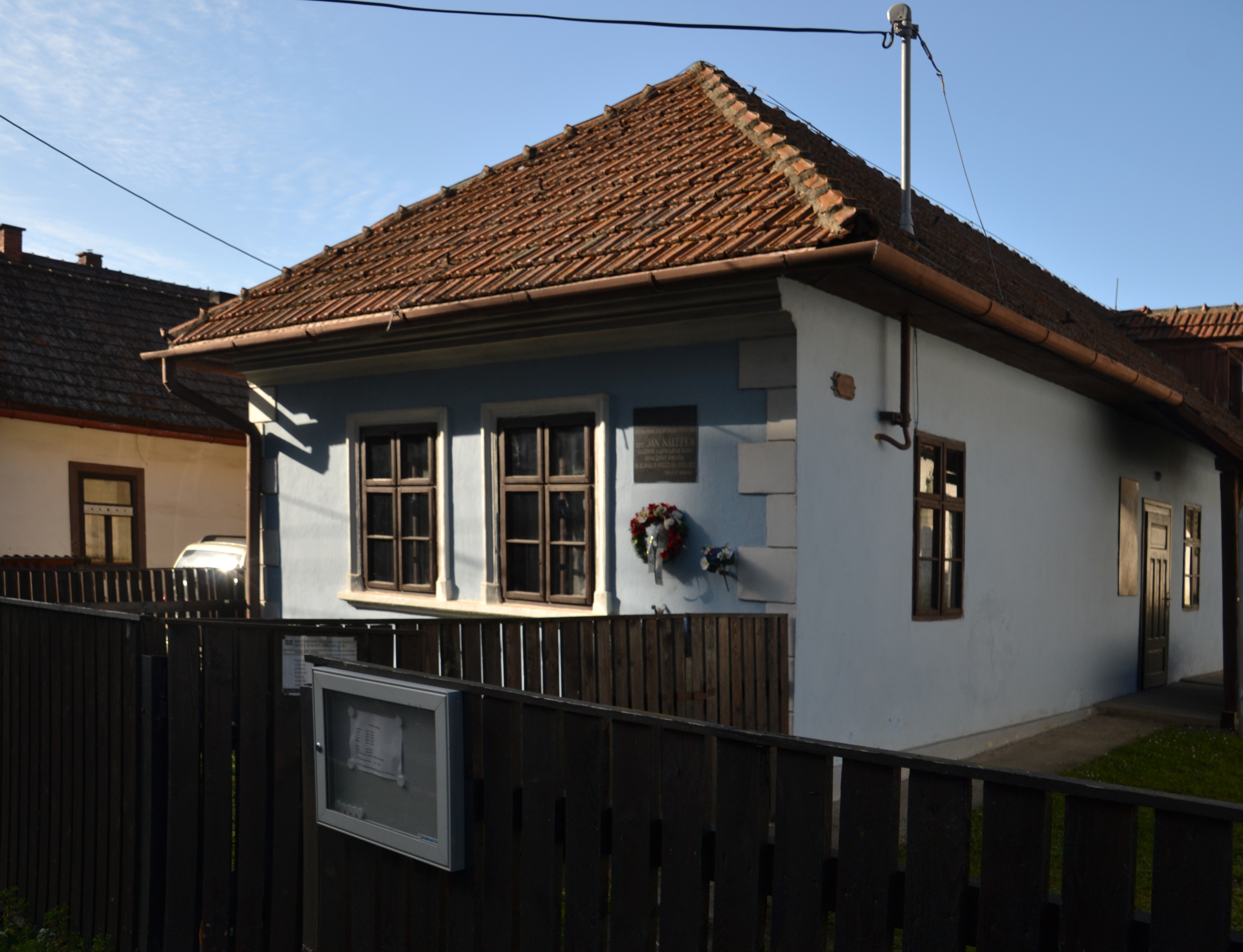
Rodný dům kpt. Nálepky

- Vladimír Durdík mladší (1949–2003), herec
- Pavol Suržin (1939–1992), spisovatel
- Anton Kret (1930–2019), dramaturg, publicista
- František Hossa (* 1954), lední hokejista, hokejový trenér
- Klaudia Račić Derner (* 1971), operní zpěvačka – sopranistka
- Vojtech Skyva (1925–2016), fotbalista a fotbalový trenér
- František Skyva (1929–2010), fotbalista a fotbalový trenér